# Barraca de Can Xacó
La barraca de Can Xacó és una barraca de vinya d'Olesa de Bonevalls (Alt Penedès) situada a la urbanització Can Xacó.
És una construcció de pedra seca de planta circular, amb falsa cúpula, adossada a un marge. L'acabat exterior és amb casella troncocònica. Tanca la coberta una llosa amb la inscripció: GRUP DE RECERCA 2012. El portal, de llinda plana, està orientat al sud. Va ser restaurada el 2012 pel Grup de Recerca Olesa Rural.